# Diffun
Diffun é um município de  segunda classe de renda municipal (d) na província Quirino, nas Filipinas. De acordo com o censo de 1 de maio  de  2020 possui uma população de 56 102 pessoas e 13 942 domicílios.